# Canal Cockburn
El canal Cockburn  es uno de los canales fueguinos que corre a continuación del canal Magdalena en dirección general Oeste por unas 40 millas, contorneado las costas norte y oeste de la península Brecknock de la Tierra del Fuego en la región austral de Chile.
Administrativamente pertenece a la Región de Magallanes y Antártica Chilena, Provincia de la  Antártica Chilena, comuna Cabo de Hornos.. El canal queda dentro del Parque Nacional Alberto de Agostini.
Desde hace aproximadamente 6000 años hasta mitad del siglo XX sus costas fueron habitadas por el pueblo kawesqar. A comienzos del siglo XXI este pueblo había sido prácticamente extinguido por la acción del hombre blanco.

## Recorrido
El canal Cockburn corre a continuación del canal Magdalena en dirección general oeste por unas 40 millas. Sigue el contorno de las costas norte y oeste de la península Brecknock de la isla Grande de Tierra del Fuego, separándolas de las costas sur de las islas Capitán Aracena, Diego, Seebrock, Clarence, Vidal Gormaz y grupo Magill, desembocando finalmente en el océano Pacífico. 
Cruza una zona montañosa por lo que la línea de sus costas es muy irregular y caprichosa. En muchas partes sus aguas se internan profundamente en las montañas formando senos y canales laterales. Es amplio y de gran profundidad, su navegación no presenta dificultades excepto en su boca oceánica por la gran cantidad de islotes y rocas que dificultan su navegación. El empleo de prácticos es obligatorio.
Se une al canal Bárbara mediante una amplia boca de 10 millas de ancho que se abre entre el extremo SE de la isla Clarence y la isla Henry del grupo Magill y se comunica con el océano Pacífico por una gran boca que se abre entre las islas del grupo Magill por el norte y por las islas Aguirre, Astrea y London por el este. En este enorme saco se aprecian numerosos grupos de islotes y rocas  de difícil y peligrosa navegación. Hacia el SE el canal comunica con el canal Beagle mediante el canal Ocasión y el paso o canal Brecknock.

## Historia
Desde hace unos 6000 años sus aguas eran recorridas por el pueblo kawésqar, nómades canoeros, recolectores marinos. Esto duró hasta mediados del siglo XX en que prácticamente ya habían sido extinguidos por la acción del hombre blanco que pretendió civilizarlos.
El canal queda en territorio kawésqar, pero era visitado frecuentemente por los indígenas yámanas quienes lo utilizaban para llegar hasta las islas Capitán Aracena, Skyring y otras cercanas donde obtenían pirita de hierro, mineral con el que conseguían las chispas necesarias para encender fuego.
A fines del siglo XVIII, a partir del año 1788 comenzaron a llegar a la zona los balleneros, los loberos y cazadores de focas ingleses y estadounidenses y finalmente los chilotes.
Entre el 16 y el 26 de mayo de 1829 el teniente William George Skyring a bordo de la goleta Adelaide trabajó en el levantamiento y sondaje del canal. El 21 de mayo depositó un memorial en la cima del monte Skyring. Durante todo el período tuvo que soportar muy mal tiempo.
Entre el 14 y el 25 de enero de 1830 el comandante Robert Fitz Roy con el HMS Beagle efectuó trabajos hidrográficos en el sector del canal. Permaneció fondeado en caleta Norte de la isla Furia. Tuvo contacto con indígenas con los que intercambió bienes. Verificó como los compases eran afectados por la existencia de pirita de hierro en las islas aledañas. Lamentó no tener un geólogo a bordo para examinar la tierra.
Durante el año 1901 el crucero Presidente Pinto de la Armada de Chile efectuó trabajos de levantamiento hidrográfico en el canal.

## Geología y orografía
El canal atraviesa una zona montañosa por lo que el trazado de sus costas es completamente irregular, penetrando en varios puntos al interior de las montañas formando senos y canales laterales que son huellas de los ventisqueros que ahí existieron. 
Por la constitución del suelo, las islas por las que corre el canal parecen pertenecer al período terciario. Constituyen la continuación del extremo sur de América. Las montañas de dichas islas, separadas por grandes cataclismos que formaron las depresiones que llenó después el mar, pertenecen al sistema andino; las llanuras ofrecen gran analogía con las estepas de la Patagonia. 
Bajo el punto de vista de su orografía y relieve el archipiélago fueguino se divide en dos secciones: la zona insular o cordillerana y la zona pampeana. El canal Cockburn está en la zona cordillerana o insular.

## Flora y fauna
Las intensas precipitaciones permiten el desarrollo de una vegetación exuberante, existiendo lugares donde el bosque se hace casi impenetrable.
Los árboles que predominan son: el coigüe de Magallanes, el ñirre, la lenga y el canelo. Las flores son pequeñas pero hay muchas excepciones llamativas como la Azucena y el Zapatito de la virgen. En otoño aparecen los lupinos que se ven por todas partes.
El reino animal es muy reducido, se puede encontrar el zorro y algunos roedores. Hay lobos y nutrias.
Entre las aves terrestres y acuáticas podemos encontrar el martín pescador, el tordo, el zorzal, el cisne, el pato, el pingüino, el canquén, la gaviota y el quetro o pato a vapor.
Entre los peces se encuentran el róbalo, el pejerrey, el blanquillo y la vieja. Entre los mariscos hay centollas, jaibas, erizos y choros. 
Una de las importantes especies de mamíferos marinos, es la ballena Jorobada, también el delfín blanco, llamado “tonina”. Además abunda la foca común, conocida como lobo de mar y la foca de piel fina, llamada lobo de dos pelos, los elefantes marinos y focas leopardos, solamente están presentes en el seno Almirantazgo.

## Clima y vientos
El canal queda en la zona cordillerana en que el régimen dominante es mal tiempo bajo todas sus formas produciéndose con mayor intensidad en los meses de primavera que en los de invierno. Pudiéndose señalar el mes de septiembre como el peor por sus frecuentes y violentas tempestades. 
El viento dominante durante el año es de los cuadrantes 3° y 4°. En invierno el régimen de los vientos cambia en forma notable, sintiéndose frecuentemente brisas secas y cálidas del primer cuadrante.

## Mareas y corrientes
Las corrientes en el canal tiran con una fuerza bastante inferior a las del canal Magdalena, menos de 3 nudos, debido a la mayor extensión de sus aguas y el mayor número de bocas de comunicación entre el estrecho de Magallanes y el océano Pacífico.
La creciente procede del norte es decir desde el estrecho de Magallanes y es mucho menos sensible que la vaciante, a la que favorecen los vientos predominantes. En la parte oriental del canal la corriente vaciante produce fuertes escarceos al norte y al sur de la isla King y el islote Fitz Roy debido a que el canal se estrecha en dicho sector.

## Islas e islotes

### Isla King
Se levanta a 6 millas de la entrada oriental del canal Cockburn. Es acantilada. El canal se desvía hacia el norte de la isla dejando un paso ancho y profundo. La navegación por el sur no se aconseja por ser un paso muy angosto y de mucha corriente.

### Islote Fitz Roy
Está al oeste de la isla King en el canal Cockburn. Es acantilado y de aguas profundas. El canalizo que forma con la isla King no es navegable por estar obstruido por rocas.

### Isla Prowse
Está situada frente a la entrada al seno Sargazos de la costa sur del canal Cockburn. Tiene más 3 millas de largo de E-W Sobre su costa norte despide el islote Horacio.

### Islas Kirke
Situadas a medio canal frente a la entrada del seno Brujo. Son escarpadas. Hacia el norte despiden varias rocas hasta ¼ milla de distancia.

## Senos y bahías

### Seno Chico
Se abre sobre la costa sur del canal. Tiene 6 millas de largo. De fondo irregular sin lugares aptos para el fondeo de naves. Sus costas son altas y escarpadas. Debe navegarse con precaución por los innumerables témpanos que se desprenden de los ventisqueros Nena y Gunther Pluschow.
Es de gran belleza natural, sólo comparable con la que ofrece el seno Agostini del canal Magdalena; anualmente es visitado por numerosos turistas de todo el mundo.

### Seno Bluff
Ubicado en la costa sur del canal. Su entrada se encuentra entre las islas Amaya y Reyes. Tiene 8 millas de saco con algunos fondeaderos para naves pequeñas. En la costa SW y cerca de la entrada está el abrigado pero pequeño puerto Tanteo y al fondo del seno el puerto Saco

### Seno Brujo
Situado en la costa sur del canal Cockburn y a 8 millas al oeste del seno Bluff. Se abre hacia el SE de las islas Kirke por unas 10 millas. Es muy ramificado y lleno de islas y escollos, ofreciendo sólo un fondeadero, puerto Alegría al fondo del saco.

### Seno Chasco
Ubicado en la costa sur del canal Cockburn al SE de la isla Vidal Gormaz y a 8 millas al WSW del seno Brujo. Tiene 15 millas de profundidad con múltiples entradas. En su brazo más largo, al fondo, se encuentra el puerto Consuelo que está separado del seno Courtenay del canal Beagle por un istmo de 3 millas de ancho que contiene un cordón de cerros boscosos con una altura máxima de 350 metros. 
El brazo sur del seno está separado de un seno sin nombre del canal Beagle por un istmo de sólo 3 cables de ancho

### Bahía Warp
Mapa de la bahía
Situada en la costa norte del canal Cockburn inmediatamente al oeste del cabo Turn. De tamaño reducido puede ser utilizada como lugar de espera de mejores condiciones de viento, mar o luz fondeando en 30 metros de agua.

### Bahía Stormy
Mapa de la bahía
Situada en la costa norte del canal Cockburn inmediatamente al oeste de la bahía Warp. Totalmente abierta a los vientos predominantes y de gran profundidad con fondo rocoso por lo que no es apropiada para el fondeo de naves.

### Bahía Park
Ubicada 6½ millas al NW de la bahía Stormy en la costa norte del canal Cockburn en la costa este de la entrada al seno Mercurio. Está expuesta a los vientos reinantes. El mejor fondeadero es una caleta con profundidades  de 22 metros con fondo de arena y fango. 
Un istmo de 400 metros de ancho separa el fondo de la bahía de la parte interior del seno Mercurio

### Seno Mercurio
Se abre al poniente de bahía Park en la ribera norte del canal Cockburn. Se interna con varios brazos en la isla Capitán Aracena. Al noroeste se abre el seno Prat el que a su vez se abre en otras tres ensenadas llamadas Aldea, Riquelme y Uribe.
En la ensenada Riquelme está el puerto Quidora y ¾ millas al sur de la ensenada Uribe se abre el puerto Esmeralda.

### Seno Dyneley
Está al oeste del seno Mercurio separado de este por la isla Diego en la costa norte del canal Cockburn. Se interna por 23 millas en dirección NW en la isla Clarence. Está comunicada con el seno Pedro del estrecho de Magallanes por el canal Acwalisnan.
Al oeste del eje del seno Dyneley, en su entrada, se encuentran las islas Baynes, Elisa y Seebrock. Las costas del seno Dyneley están cortadas por varias bahías y puertos y por algunos senos pequeños.

### Seno Duntze
Ubicado al occidente de la isla Seebrock  entre esta y la costa SE de la isla Clarence. Tiene 6 millas de saco en dirección norte. Está unido con el seno Andrade Taraba. No se recomienda su navegación.

## Puertos y caletas

### Puerto Ideal
Se encuentra en la ribera sur del canal, 1¼ millas al poniente del seno Chico. Cerca de su término hay un buen fondeadero en 26 metros de agua con fondo de fango. Hacia el W hay un valle con abundante vegetación y al norte del fondeadero se puede hacer agua de un arroyo que se vacía en el puerto.

### Puerto Tanteo
Se encuentra sobre la entrada SW del seno Bluff en la costa sur del canal Cockburn. Abrigado pero estrecho por lo que puede alojar solo una nave pequeña en un fondeadero de 18 metros de agua en fondo de fango.

### Puerto Saco
Ubicado en la costa sur del canal Cockburn y al fondo del seno Bluff. Es circular y con fondeadero para buques pequeños en 20 metros de agua y fondo de fango.

### Puerto Alegría
Ubicado donde termina el seno Bluff a unas 10 millas de su boca. Tiene un buen fondeadero en 20 metros de agua en fondo de fango. Su diámetro es de media milla.

### Puerto Soffia
Es un excelente surgidero situado sobre la costa este de la isla Diego en la entrada del seno Mercurio. Tiene más de 1 milla de saco en dirección NW por un ancho de 2½ cables y con profundidades de 30 a 15 metros con excelente tenedero de fango y arena. Está rodeado de montañas de altura moderada.
En el fondo del saco desagua un riachuelo en el que se puede hacer aguada empleando botes. En sus playas abundan los choros y en su fondo las centollas.

### Caleta Barrow
Mapa de la caleta
Situada en la costa sur de la isla Diego en la entrada del seno Mercurio. Tiene 4 cables de saco y apta para naves pequeñas pues tiene un extenso bajo que limitan su espacio útil. En el fondo de la caleta hay dos cascadas muy visibles desde el canal Cockburn.

### Puerto Laipe
Situado al fondo del seno Duntze. De difícil acceso por lo que sólo sirve como fondeadero de emergencia. El fondeadero es malo, fondo de piedra en 20 metros de agua.

## Economía

### Pesca
La industria pesquera de Chile se ha posicionado desde fines del siglo XX como una potencia mundial debido a los acuerdos comerciales firmados con países del Asia Pacífico. La región de Magallanes y en concreto el área del canal Magdalena contribuye a ello con la extracción de la centolla, el centollón, el caracol trophon y el erizo.

### Turismo
A comienzos del siglo XXI algunas empresas han implementado el ecoturismo marítimo desde la ciudad de Punta Arenas hasta el área norte del canal Bárbara y a los ventisqueros del canal Magdalena, lugares que reúnen un relativamente fácil acceso y tiene atractivos que incluyen whalewatching, pinguineras, lobos marinos, fauna en general y paisajes.